# 써코니

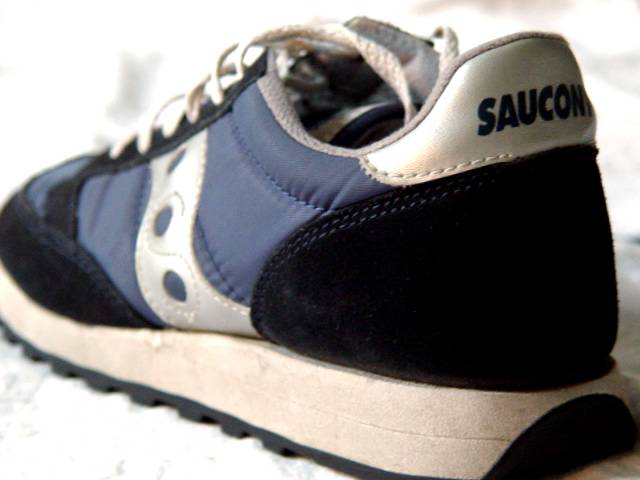
써코니 재즈 운동화

써코니(Saucony, /ˈsɔːkəni/)는 미국의 운동화 및 의류 브랜드이다. 1898년에 설립된 이 회사는 울버린 월드 와이드(Wolverine World Wide)가 소유하고 있다. 써코니가 취급하는 제품에는 운동화, 재킷, 후드티, 티셔츠, 스웨트팬츠, 반바지, 양말 등 신발 및 의류 제품군이 포함된다. 액세서리에는 모자와 배낭이 포함된다.
써코니의 신발 상자에는 회사 이름의 정확한 발음을 나타내는 "무릎 양말"(sock a knee)이라는 문구가 인쇄되어 있었다. 써코니 브랜드 로고는 써코니크릭(Saucony Creek)의 끊임없는 흐름과 개울 바닥을 따라 늘어선 바위를 나타낸다. 이 회사는 트랙 스파이크와 크로스컨트리 달리기 플랫을 만드는 인기 있는 레이싱 신발 생산업체이다. 써코니는 또한 특정 육상 경기용 신발도 만든다.